# Hector van Bouricius
Hector van Bouricius (Leeuwarden, omstreeks 1592 - Franeker, 3 januari 1636) was onder andere raadsheer aan het Hof van Friesland en behoort tot het Friese geslacht Bouricius.

## Persoonlijk

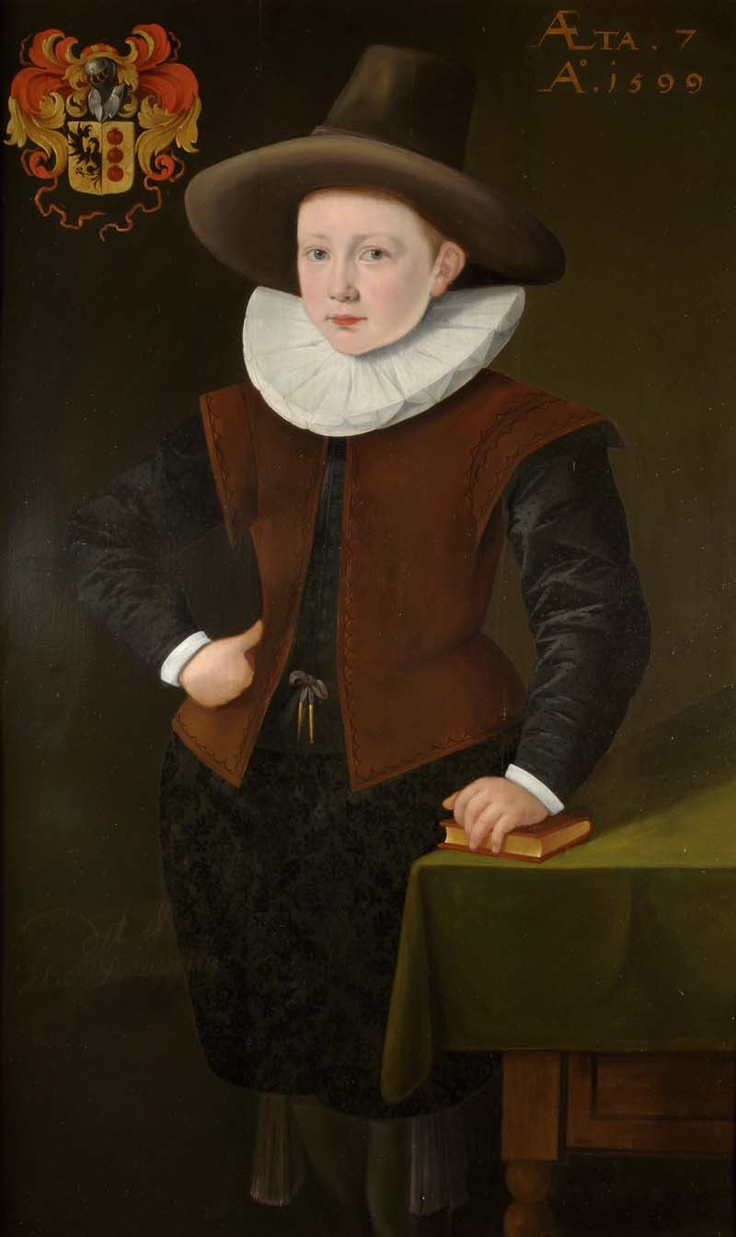
Portret van Bouricius (toegeschreven aan Hans de Clercq)

Hector is omstreeks 1593 te Leeuwarden geboren als jongste zoon van Jacobus Hansz. (van) Bouricius en diens tweede vrouw, Baukje Jansdr. Buygers. Hector is vernoemd naar de tweede echtgenoot van zijn moeder, Hector van Aytta (een neef van Wigle van Aytta). Hector trouwde op 19 juli 1618 met Hauckje Gelliusdr. van Hillama. Uit dit huwelijk kreeg hij twee dochters, Eelckje van Bouricius en Lutscke, en drie zoons, Johannes, Gellius en Jacobus.

## Studie en loopbaan
In 1608 schreef Hector zich in als student Filosofie en Rechten bij de Universiteit van Franeker. Hij kreeg les van de hoogleraren Marcus Lycklama a Nijeholt en Timaeus Faber. Bij deze laatste heeft hij ingewoond. In maart 1610 begint Hector op 17-jarige leeftijd aan een peregrinatio academica (een buitenlandse studiereis) van twee jaar en behaalde datzelfde jaar zijn baccalaureaat in de Rechten. Vervolgens maakte hij een rondreis door Frankrijk en behaalde Hector in Orléans zijn doctoraal en werd hij daarmee Meester in de Rechten. Na het behalen van zijn doctorale graad reisde hij naar Engeland waar hij vriendschap sloot met Isaac Casaubon. De twee bleven elkaar regelmatig schrijven tot het overlijden van Casaubon in 1614.
Bij terugkeer in Friesland werd Hector in mei van 1612 als advocaat voor het Hof van Friesland beëdigd en oefende dit beroep uit tot 1620, waarna hij hoogleraar aan de Universiteit van Franeker werd, om vervolgens in 1624 de functie van hoogleraar neer te leggen en de functie van griffier aan het Hof van Friesland te aanvaarden. In 1626 volgde hij zijn onlangs overleden schoonvader op als raadsheer aan het Hof van Friesland. Vervolgens werd Hector als Ordinaris Gedupteerde naar ’s Gravenhage gestuurd. Deze betrekking was niet geheel zijn smaak, maar nam hij desondanks toch enige jaren waar. Als een van de Friese afgevaardigden nam Hector deel aan de onderhandelingen tussen de provincie Friesland en de Generale Staten over de druk van de quota van Friesland. De onderhandelingen hadden echter niet het gewenste succes en door wapenvertoon is er een einde aan het conflict gemaakt.

## Overlijden
Hector overleed op 3 januari 1636 op 43-jarige leeftijd en werd begraven in de grafkelder op het Oldehoofsterkerkhof te Leeuwarden. Zijn vader was hier in 1622 al begraven en zijn vrouw Hauckje kwam hier na haar dood in 1669 ook te liggen. De gegraveerde loden platen van de kisten werden in 1968 bij archeologische opgravingen verwijderd en behoren nu toe aan de collectie van het Fries Museum te Leeuwarden.

## Publicaties
Vijf brieven van Hector aan Cunaeus zijn gedrukt in de Epistolae Cunae. Van de Latijnse gedichten geschreven die hij heeft geschreven is echter weinig overgebleven. Onderstaande Latijnse werken zijn van zijn hand.
- Dissertationes Academicae. Quibus accedit Lectionum Juris Liber, quo varia Juris Civilis loca, pruecipue in Institutionibus Justiniani Imperatoris, explicantur, Amst. et Franeq. 1612
- Oratio anniversaria dicta honori Isaaci Casauboni, Additae sunt ejusdem epistolae, Leov. 1615 (ter nagedachtenis aan Isaac Casaubon)
- Carmen funebre in obitum Gisberti Bouricii, Icti et Advocati, Leov. 1618, (ter nagedachtenis aan zijn broer Gijsbert)
- Oratio de origine, progressu et laudibus jurisprudentiae Romanae, Fran. 1620 (opgedragen aan zijn leermeester Timaeus Faber)
- Oratio de Ambitu, sive Dissertatio ad Legem Juliam, Franeq. 1623
- Oratio funebris in obitum Timaei Fabri, Franeq. 1623

- Biografisch Portaal: 90378018
- Digitale Bibliotheek voor de Nederlandse Letteren: bour009
- Gemeinsame Normdatei: 100052266
- International Standard Name Identifier: 0000 0000 1077 3470
- Nederlandse Thesaurus van Auteursnamen: 069134189
- Système universitaire de documentation: 223434345
- Virtual International Authority File: 2807350
- WorldCat: E39PBJh8Jpx7wf449kytjvMgKd